# Armeemarschsammlung
Under betegnelsen Armeemarschsammlung (Hærmarch-samlingen – egentlig: Die Königlich Preußische Armeemarsch-Sammlung; Den Kongelige Preussiske Hærmarch-Samling) forstås det grundlæggende katalogværk over tyske militære marcher. Grundlaget for etableringen af denne oversigt kan findes i et tilsvarende dekret udstedt af den preussiske konge Frederik Vilhelm 3. i 1817.
Hærmarch-samlingen indeholder udover preusssiske marcher også østrigske og russiske marcher, og er desuden inddelt i tre undersamlinger, hvor marcherne inddeles efter benyttelse og formål, og disse undergrupperinger angives med romerske tal.
- Samling I: Langsomme marcher for fodfolk (115 marcher)
- Samling II: Parademarcher for fodfolk (269 marcher)
- Samling III: Kavalerimarcher (149 marcher)

(Note: Antallet af ovenstående marcher stemmer ikke overens med det seneste antal i oversigten, da der i hver samling også findes underordnede værker.).
Alle marcher, der er optaget i Hærmarch-samlingen, har et officielt nummer der består af et romersk tal (samling) og et arabisk tal (listenummer i samlingen). Det er desuden muligt, at en march ikke kun er optaget i en samling.
| Musik | Spire Denne musikartikel er en spire som bør udbygges. Du er velkommen til at hjælpe Wikipedia ved at udvide den. |